# جسم زیرستاره‌ای

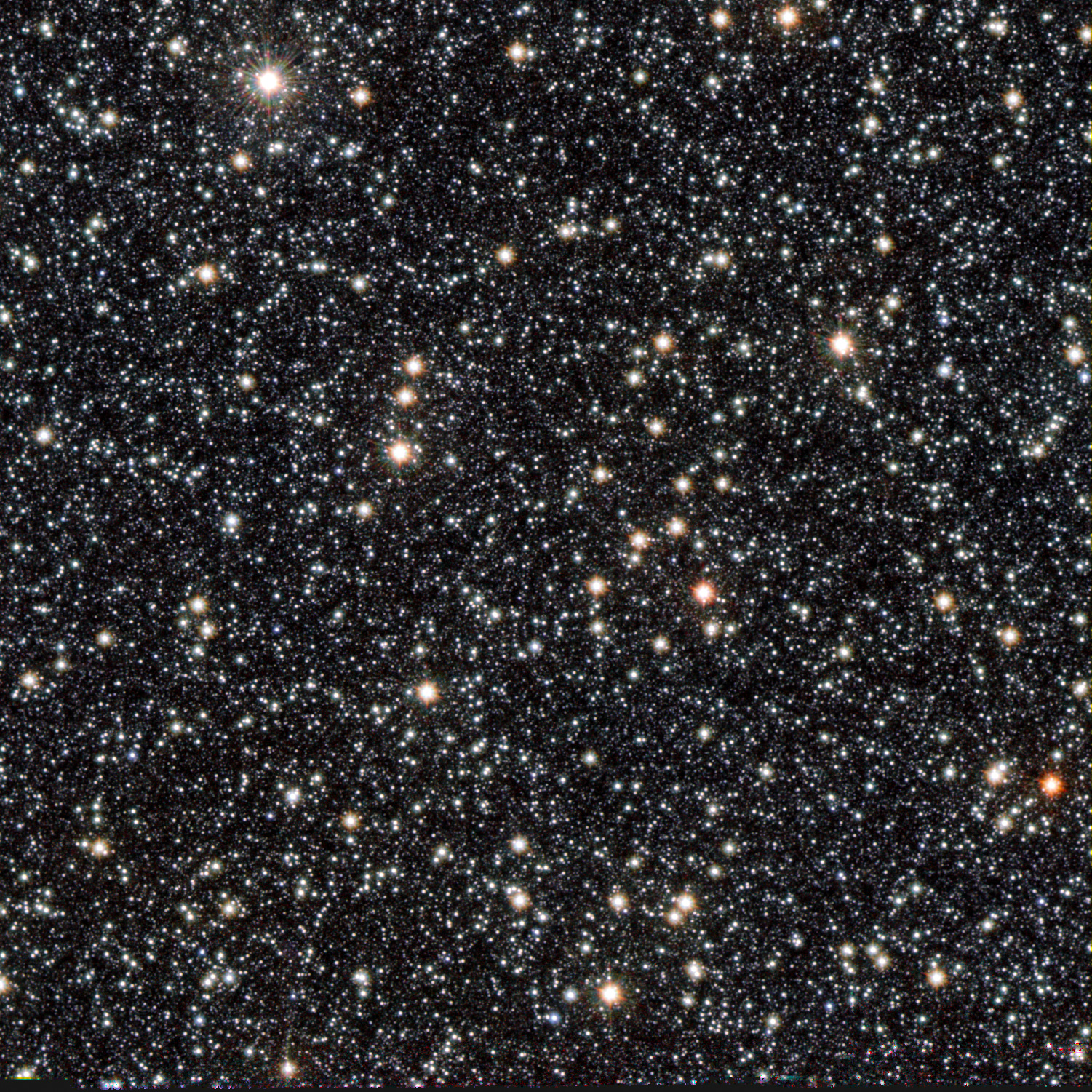
VVV BD001 یک کوتوله قهوه‌ای است که حدود ۵۵ سال نوری دور از زمین قرار دارد.

یک جسم زیرستاره‌ای (به انگلیسی: Substellar object) که گاهی زیرستاره (انگلیسی: substar) خوانده می‌شود، یک جسم آسمانی است که جرمش کوچک‌تر از کوچک‌ترین جرمی است که همجوشی هیدروژن می‌تواند در آن حفظ شود (حدود ۰٫۰۸ جرم خورشید). این تعریف، کوتوله‌های قهوه‌ای و ستاره‌های پیشین همانند ئی‌اف اریدانی بی را در بر می‌گیرد و همچنین می‌تواند جسم سیاره‌ای را شامل شود؛ بدون در نظر گرفتن مکانیسم شکل‌گیریشان و این‌که آن‌ها با یک ستاره اولیه مرتبطند یا نه.